# Place Travot
La place Travot est une place de Cholet (Maine-et-Loire).

## Situation et accès
La place se trouve dans le centre-ville. Elle est exclusivement piétonne et encadrée, à l'est par la rue du Bourg Baudry, au nord par la rue Nationale, au sud par la rue de la Fontaine du Grand Pin tandis qu'une artère y abouti à l'ouest, la rue Jean Soulard et une autre à l'est, la rue Georges Clemenceau. Du côté est, elle n'est bordée par aucune rue, seulement un restaurant, l'ancien théâtre devenu galerie commerciale et une autre place, la place du cardinal Luçon.
Elle est desservie par les lignes 1, 2, 3 et 6 du réseau urbain Choletbus.

## Origine du nom
La place porte le nom Travot en l'honneur d'un général français de la Révolution et de l’Empire, Jean-Pierre Travot qui intervient en Vendée entre la Révolution et la Restauration. Ce général attaqué près de Cholet au printemps 1815, menace de détruire la ville qui est sauvée par l'intervention du curé de Saint-Pierre, M. Hudon. Un buste en bronze du général Travot, sculpté par David d'Angers, est alors inauguré au centre de la place le 5 avril 1840,. Ce buste, retiré en 1859, est visible au musée d'art et d'Histoire.

## Historique
La place Travot créée en 1838 est à l'origine un vallon situé en plein cœur du centre-ville de Cholet. Ce vallon est traversé par le ruisseau de Pineau qui s'écoule du nord au sud de Cholet en suivant la rue Travot et se jette dans la Moine aux alentours de la place du 8 mai 1945. Cette frontière naturelle empêche toute construction dans cet espace et coupe la ville en deux parties qui correspondent aux deux plus anciennes paroisses de la ville : Saint-Pierre et Notre-Dame.
Au début du XIXe siècle, la municipalité décide d'aménager progressivement ce vallon pour créer un nouvel espace près des nouvelles constructions édifiées à cette époque dont l'hôtel de ville construit de 1824 à 1827 qui est devenu le Grand café et la nouvelle église Notre-Dame réédifiée vers 1820.
En 1847, le ruisseau de Pineau est canalisé et remblayé ; il forme alors une esplanade. Depuis il s'écoule à quelques mètres sous la place.
Durant la deuxième moitié du XIXe siècle, de nouveaux immeubles viennent border la place, tels que l'ancien cercle militaire à l'angle nord-est (devenu une pharmacie) ou encore le théâtre municipal inauguré le 5 octobre 1886, auquel sont adossées les anciennes halles de la ville. L'ancienne église Notre-Dame reconstruite en 1820 est démolie et rebâtie entre 1854 et 1887 dans un style néo-gothique du XIIIe siècle.

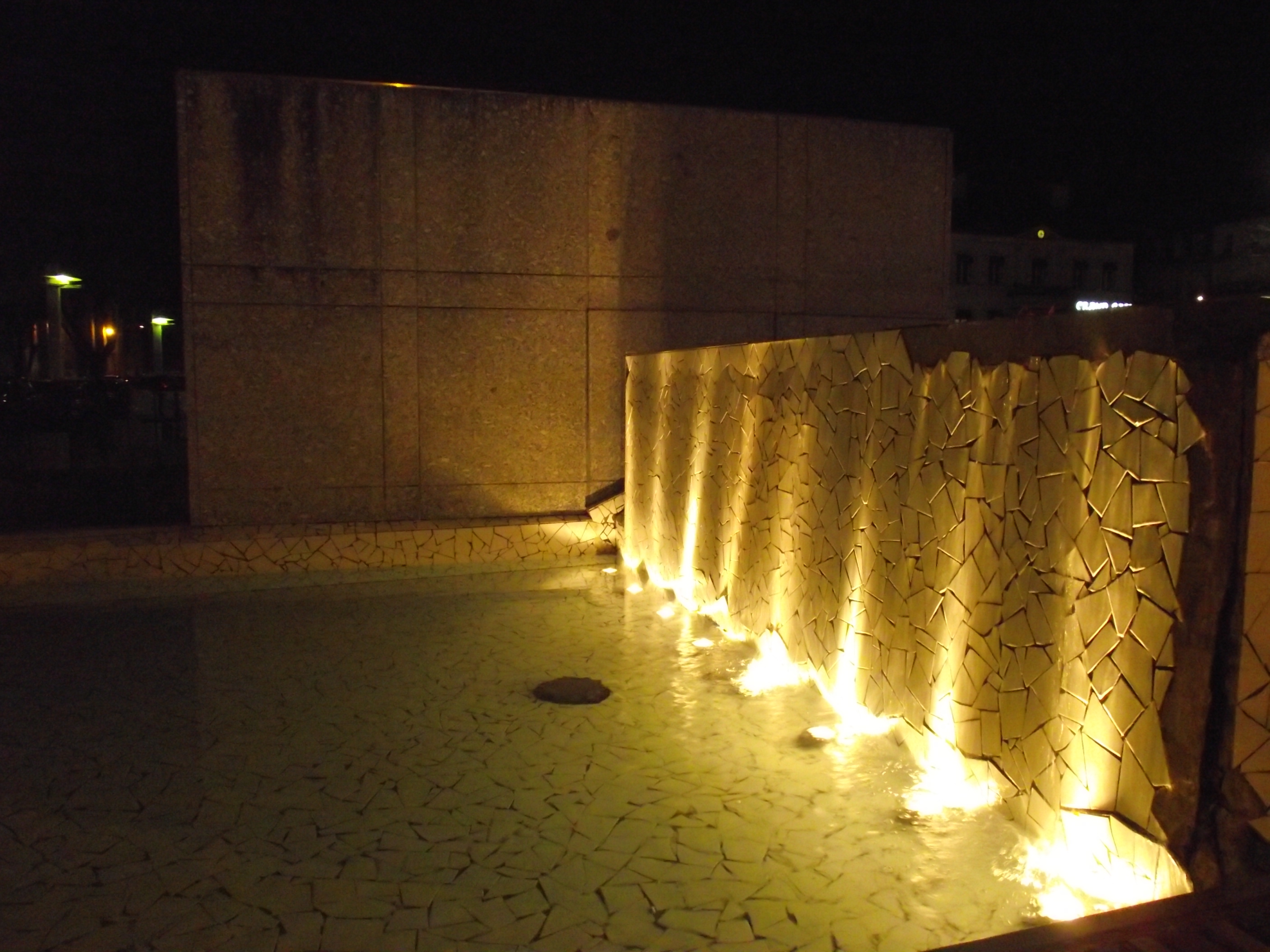
Fontaine sur la place Travot à Cholet.

La place Travot est devenue en un demi-siècle le centre économique, religieux, politique, culturel et social de la ville en rassemblant à ses abords les principaux édifices publics de la ville.
Au XXe siècle, la place Travot a subi de nouveaux aménagements. Pour commencer, en 1900, les abattoirs bordant le sud-est de la place sont supprimés et transférés vers le nord de la ville, près de la gare. La cure de Notre-Dame, située entre le théâtre et l'église, est démolie en 1925 libérant ainsi un espace qui est baptisé Place du cardinal Luçon.
Après 1945, avec l'arrivée des voitures, la place est réaménagée en parking. En 1968, la partie nord de la place est transformée en espace vert avec une grande fontaine et des parterres de fleurs.
À la fin du XXe siècle, des travaux sont décidés par la municipalité : un granit gris est choisi pour le pavage, le sous-sol est creusé afin de construire un parking souterrain, quelques fontaines et jardinières de fleurs sont aménagées. Beaucoup critiqué à l'époque, ce projet donne à la place un nouveau visage pour le XXIe siècle.